# 博季亞奇夫 (基韋爾齊區)
50°52′49″N 25°26′49″E / 50.88028°N 25.44694°E
博季亞奇夫（烏克蘭語：Бодячів），是烏克蘭的村落，位於該國西部沃倫州，由盧茨克區負責管轄，始建於1500年，面積1.28平方公里，海拔高度193米，2001年人口531，人口密度每平方公里415.17人。